# Unione Sportiva Palermo 1958-1959
Questa voce raccoglie le informazioni riguardanti l'Unione Sportiva Palermo nelle competizioni ufficiali della stagione 1958-1959.

## Stagione
Nel secondo anno di Serie B dal 1956, il Palermo ottiene un 2º posto in campionato (con 49 punti) e viene promosso in Serie A, a distanza di due anni dall'ultimo debutto, dopo una fuga concreta nel girone di ritorno e aver staccato tre avversarie, la neopromossa dalla Serie C Reggiana, il Cagliari e il Lecco. Il cannoniere della squadra è Santiago Vernazza, con 19 reti. In panchina siede l'esordiente Čestmír Vycpálek.
In Coppa Italia il club viene eliminato al Secondo turno, in casa dal Trapani (1-2).

## Rosa
| N. |                   | Ruolo | Calciatore          |
| -- | ----------------- | ----- | ------------------- |
|    | Italia (bandiera) | P     | Walter Pontel       |
|    | Italia (bandiera) | P     | Ezio Galbiati       |
|    | Italia (bandiera) | D     | Antonio De Bellis   |
|    | Italia (bandiera) | D     | Giorgio Sereni      |
|    | Italia (bandiera) | D     | Mario Cocco         |
|    | Italia (bandiera) | D     | Giuliano Rubini     |
|    | Italia (bandiera) | D     | Giuseppe Cavadini   |
|    | Italia (bandiera) | D     | Giuseppe Caramanno  |
|    | Italia (bandiera) | C     | Enzo Benedetti      |
|    | Italia (bandiera) | C     | Alberto Malavasi    |
|    | Italia (bandiera) | C     | Alvaro Biagini      |
|    | Italia (bandiera) | C     | Giuliano Piovanelli |

| N. |                      | Ruolo | Calciatore         |
| -- | -------------------- | ----- | ------------------ |
|    | Italia (bandiera)    | C     | Claudio Azzali     |
|    | Italia (bandiera)    | C     | Giuseppe Marchetto |
|    | Italia (bandiera)    | C     | Alberto Latini     |
|    | Italia (bandiera)    | C     | Eliseo Lodi        |
|    | Italia (bandiera)    | C     | Corrado Perli      |
|    | Italia (bandiera)    | C     | Simone Caruso      |
|    | Italia (bandiera)    | C     | Bruno Baldi        |
|    | Italia (bandiera)    | C     | Giuseppe Barbieri  |
|    | Italia (bandiera)    | A     | Gianni Sandri      |
|    | Argentina (bandiera) | A     | Santiago Vernazza  |
|    | Uruguay (bandiera)   | A     | Walter Gómez       |
|    | Italia (bandiera)    | A     | Loris Lonardi      |

## Risultati

### Serie B

#### Girone di andata
| 8 gennaio 1958 1ª giornata | Simmenthal-Monza | 3 – 0 | Palermo |  |

| 28 settembre 1958 2ª giornata | Palermo | 5 – 4 | Lecco |  |

| 5 ottobre 1958 3ª giornata | Palermo | 0 – 0 | Sambenedettese |  |

| 12 ottobre 1958 4ª giornata | Marzotto Valdagno | 0 – 1 | Palermo |  |

| 19 ottobre 1958 5ª giornata | Atalanta | 3 – 2 | Palermo |  |

| 26 ottobre 1958 6ª giornata | Palermo | 0 – 0 | Vigevano |  |

| 2 novembre 1958 7ª giornata | Palermo | 1 – 0 | Venezia |  |

| 16 novembre 1958 8ª giornata | Catania | 0 – 0 | Palermo |  |

| 23 novembre 1958 9ª giornata | Palermo | 1 – 0 | Verona |  |

| 30 novembre 1958 10ª giornata | Palermo | 7 – 1 | Parma |  |

| 7 dicembre 1958 11ª giornata | Cagliari | 1 – 0 | Palermo |  |

| 14 dicembre 1958 12ª giornata | Brescia | 0 – 0 | Palermo |  |

| 21 dicembre 1958 13ª giornata | Palermo | 0 – 2 | Messina |  |

| 15 dicembre 1946 14ª giornata | Zenit Modena | 0 – 0 | Palermo |  |

| 4 gennaio 1959 15ª giornata | Prato | 1 – 1 | Palermo |  |

| 11 gennaio 1959 16ª giornata | Palermo | 3 – 1 | Como |  |

| 18 gennaio 1959 17ª giornata | Novara | 0 – 1 | Palermo |  |

| 25 gennaio 1959 18ª giornata | Palermo | 1 – 2 | Reggiana |  |

| 1º febbraio 1959 19ª giornata | Palermo | 3 – 0 | Taranto |  |

#### Girone di ritorno
| 8 febbraio 1959 20ª giornata | Palermo | 1 – 0 | Simmenthal-Monza |  |

| 15 febbraio 1959 21ª giornata | Lecco | 0 – 2 | Palermo |  |

| 22 febbraio 1959 22ª giornata | Sambenedettese | 0 – 0 | Palermo |  |

| 1º marzo 1959 23ª giornata | Palermo | 1 – 0 | Marzotto Valdagno |  |

| 8 marzo 1959 24ª giornata | Palermo | 1 – 0 | Atalanta |  |

| 15 marzo 1959 25ª giornata | Vigevano | 0 – 1 | Palermo |  |

| 19 marzo 1959 26ª giornata | Venezia | 2 – 2 | Palermo |  |

| 22 marzo 1959 27ª giornata | Palermo | 1 – 0 | Catania |  |

| 29 marzo 1959 28ª giornata | Verona | 2 – 1 | Palermo |  |

| 5 aprile 1959 29ª giornata | Parma | 1 – 1 | Palermo |  |

| 12 aprile 1959 30ª giornata | Palermo | 3 – 0 | Cagliari |  |

| 19 aprile 1959 31ª giornata | Palermo | 1 – 0 | Brescia |  |

| 26 aprile 1959 32ª giornata | Messina | 2 – 2 | Palermo |  |

| 3 maggio 1959 33ª giornata | Palermo | 1 – 1 | Zenit Modena |  |

| 10 maggio 1959 34ª giornata | Palermo | 3 – 0 | Prato |  |

| 17 maggio 1959 35ª giornata | Como | 1 – 1 | Palermo |  |

| 24 maggio 1959 36ª giornata | Palermo | 4 – 0 | Novara |  |

| 31 maggio 1959 37ª giornata | Reggiana | 0 – 0 | Palermo |  |

| 6 giugno 1959 38ª giornata | Taranto | 1 – 0 | Palermo |  |

### Coppa Italia
| Palermo 7 settembre 1958 Secondo turno | Palermo | 1 – 2 | Trapani |  |

## Statistiche

### Statistiche di squadra
| Competizione | Punti | In casa | In casa | In casa | In casa | In casa | In casa | In trasferta | In trasferta | In trasferta | In trasferta | In trasferta | In trasferta | Totale | Totale | Totale | Totale | Totale | Totale | DR  |
| Competizione | Punti | G       | V       | N       | P       | Gf      | Gs      | G            | V            | N            | P            | Gf           | Gs           | G      | V      | N      | P      | Gf     | Gs     | DR  |
| ------------ | ----- | ------- | ------- | ------- | ------- | ------- | ------- | ------------ | ------------ | ------------ | ------------ | ------------ | ------------ | ------ | ------ | ------ | ------ | ------ | ------ | --- |
| Serie B      | 49    | 19      | 14      | 3       | 2       | 37      | 11      | 19           | 4            | 10           | 5            | 15           | 17           | 38     | 18     | 13     | 7      | 52     | 28     | +24 |
| Coppa Italia |       | 1       | 0       | 0       | 1       | 1       | 2       | -            | -            | -            | -            | -            | -            | 1      | 0      | 0      | 1      | 1      | 2      | -1  |
| Totale       |       | 20      | 14      | 3       | 3       | 38      | 13      | 19           | 4            | 10           | 5            | 15           | 17           | 39     | 18     | 13     | 8      | 53     | 30     | +23 |

### Statistiche dei giocatori
| Giocatore     | Serie B  | Serie B | Coppa Italia | Coppa Italia | Totale   | Totale |
| Giocatore     | Presenze | Reti    | Presenze     | Reti         | Presenze | Reti   |
| ------------- | -------- | ------- | ------------ | ------------ | -------- | ------ |
| C. Azzali     | 36       | 7       | ?            | ?            | 36+      | 7+     |
| B. Baldi      | 2        | 0       | ?            | ?            | 2+       | 0+     |
| G. Barbieri   | 4        | 0       | ?            | ?            | 4+       | 0+     |
| E. Benedetti  | 34       | 0       | ?            | ?            | 34+      | 0+     |
| A. Biagini    | 13       | 1       | ?            | ?            | 13+      | 1+     |
| S. Caruso     | 1        | 0       | ?            | ?            | 1+       | 0+     |
| G. Cavadini   | 1        | 0       | ?            | ?            | 1+       | 0+     |
| M. Cocco      | 14       | 0       | ?            | ?            | 14+      | 0+     |
| A. De Bellis  | 32       | 0       | ?            | ?            | 32+      | 0+     |
| E. Galbiati   | 6        | -11     | ?            | ?            | 6+       | -11+   |
| A. Latini     | 31       | 1       | ?            | ?            | 31+      | 1+     |
| E. Lodi       | 6        | 1       | ?            | ?            | 6+       | 1+     |
| A. Malavasi   | 38       | 3       | ?            | ?            | 38+      | 3+     |
| G. Marchetto  | 26       | 7       | ?            | ?            | 26+      | 7+     |
| C. Perli      | 22       | 5       | ?            | ?            | 22+      | 5+     |
| G. Piovanelli | 21       | 0       | ?            | ?            | 21+      | 0+     |
| W. Pontel     | 32       | -17     | ?            | ?            | 32+      | -17+   |
| G. Rubini     | 2        | 0       | ?            | ?            | 2+       | 0+     |
| G. Sandri     | 24       | 7       | ?            | ?            | 24+      | 7+     |
| G. Sereni     | 38       | 0       | ?            | ?            | 38+      | 0+     |
| S. Vernazza   | 35       | 19      | ?            | ?            | 35+      | 19+    |